# دانشگاه کلمبو
دانشگاه کلمبو یک دانشگاه پژوهشی دولتی است که در کلمبو، سریلانکا واقع شده‌است. این مؤسسه قدیمی‌ترین مؤسسه آموزش عالی مدرن در سریلانکا است. دانشگاه کلمبو در سال ۱۹۲۱ با نام دانشگاه کالج کلمبو وابسته به دانشگاه لندن تأسیس شد.